# Зетска епархија
Зетска епархија је назив за стару средњовјековну епархију Српске православне цркве. Установљена је 1219. године као епископија, а њени архијереји су 1346. године, приликом проглашења Српске патријаршије, добили право да носе почасни наслов митрополита. Прво епархијско сједиште било је у манастиру Светог арханђела Михаила на Превлаци. Епархија се током позније историје развила у данашњу Митрополију црногорско-приморску.

## Предисторија
Историја светосавске Зетске епископије наставља се на историју старијих православних установа у српском приморју.
Иако се појава раног хришћанства на тим просторима везује за прве вјекове хришћанске историје, црквени поредак се усталио тек током 4. вијека, након увођења митрополитског система. Пошто се управни центар тадашње провинције Превалитане налазио у античком Скадру, епископ тог града је добио митрополитску власт над свим епископима у тој провинцији, чиме је створена скадарска црквена област, односно Скадарска митрополија, којој је припадала и древна епископија у античкој Дукљи.
За вријеме владавине византијског цара Јустинијана I (527–565) створена је нова Архиепископија Јустинијана Прима, са центром у истоименом граду (локалитет Царичин град, код Лебана у данашњој Србији). Тој архиепископији је приликом оснивања (535) била додјељена црквена надлежност над неколико покрајина, међу којима је била и Превалитана, тако да је и Скадарска митрополија са свим својим епископијама дошла под јурисдикцију архиепископа Прве Јустинијане.
Почетком 7. вијека, усљед напада Авара и Словена, пострадале су древне епископије у градовима широм Превалитане, што је довело до пропасти Скадарске митрополије и Дукљанске епископије. Тек након покрштавања Срба и каснијег ширења византијске Драчке теме према српској кнежевини Дукљи током 9. и 10. вијека, дошло је до постепене обнове локалних епископија (Кројанска, Љешка, Пилотска, Дривастанска, Скадарска, Барска, Дукљанска), под окриљем православне Драчке митрополије.
Током 11. и 12. вијека, на тим просторима је дошло до јачања Римокатоличке цркве и постепеног узмицања православља, што је довело и до гашења старијих православних епископија на ширем простору Дукље. Такво стање је потрајало све до почетка 13. вијека, када је први српски архиепископ свети Сава, након добијања црквене аутокефалности (1219), одлучио да се на приморским подручјима, која су у ранијим временима припадала бившим православним епископијама Драчке митрополије (Дукљанска, Барска, Скадарска, Дривастанска, Пилотска), установи нова Зетска епископија, која је тиме постала и баштиница старијег православног наслеђа на тим просторима, а то је нашло одраза и у добијању истакнутог мјеста међу светосавским епископијама.

## Зетска епископија (1219—1346)
Зетску епархију је 1219. године основао први српски архиепископ Свети Сава са сједиштем у манастиру Светог арханђела Михаила, на Превлаци у Боки Которској, на острвцу које се данас зове Страдиоти.
Ова епархија је обухватала читаву средњовековну област старе Зете, односно Дукље, са приморјем од Котора до Љеша, а према унутрашњости је обухватала област Мораче, као и читав крај око Скадра у данашњој сјеверној Албанији.
Од оснивања, па све до друге половине 14. вијека, ова епархија је припадала држави Немањића. Из тога времена позната су имена неколицине зетских епископа, са приближним годинама службе.

## Зетска митрополија (1346—1485)
Када је 1346. године Српска архиепископија проглашена патријаршијом, Зетска епархија је проглашена митрополијом. Не зна се, да ли је то био само почасни назив или је већ тада, као Скопска митрополија, добила под своју власт и неког епископа. Врло је вјероватно да је један викарни епископ зетских митрополита већ тада постављен у скадарској Крајини или у срцу саме Зете, као што се зна да је било у другој половини 15. вијека.
Крајем 14. и почетком 15. вијека услед тадашњих ратних збивања и унутрашњих сукоба дошло је до разарања старог сједишта Зетске епархије на Превлаци, услед чега су зетски митрополити привремено прешли у Крајину. Један од тадашњих зетских митрополита је становао и у Будви, а био је 1441. године уједно и намјесник српског деспота Ђурђа у том граду. Зна се да је један зетски митрополит још и 1456. године био феудални господар у приморској жупи Луштици.
Током 15. вијека, зетски се митрополити чешће помињу у скадарској Крајини, односно у Врањини и на Ободу у Ријеци Црнојевића, где су имали и своје викарне епископе, док се 1485. године нису дефинитивно настанили у Богородичином манастиру на Цетињу, у Црној Гори и од тада се Зетска епархија по новом сједишту на Цетињу прозвала и Цетињском епархијом из које се развила данашња Митрополија црногорско-приморска.

## Зетски епископи и митрополити
- Иларион (1220—1242),
- Герман (други по реду),
- Tеофит[17] (1261—1270),
- Јевстатије (1279—1286),
- Герман II (1286—1292),
- Михајло I (1293),
- Андрија (пре 1300-те),
- Јован (пре 1304-те),
- Михајло II (1305—1309),
- Давид I (1391—1396),
- Арсеније (1396—1417),
- Давид II (1417—1435),
- Јефтимије (1434—1446),
- Јосиф (око 1453-те),
- Теодосије (после 1453-те),
- Висарион (1484—1494),
- Вавила (1494—1520).